# Ferrier-Halbinsel
Die Ferrier-Halbinsel (in Argentinien auch Península Foster ‚Foster-Halbinsel‘) ist eine schmale und 2,5 km lange Halbinsel, die das östliche Ende von Laurie Island im Archipel der Südlichen Orkneyinseln bildet.
Der britische Seefahrer James Weddell nahm 1823 eine grobe Karierung der Halbinsel vor. Eine geodätische Vermessung erfolgte 1903 durch Teilnehmer der Scottish National Antarctic Expedition unter der Leitung des Polarforschers William Speirs Bruce. Bruce benannte die Halbinsel nach James G. Ferrier, dem in Schottland ansässigen Manager seiner Expedition. Namensgeber der argentinischen Benennung ist vermutlich der britische Seefahrer Henry Foster (1796–1831).